# 대한민국 국군의 베트남 전쟁 참전
대한민국 국군의 베트남 전쟁 참전(South Korea in the Vietnam War, Hàn Quốc trong chiến tranh Việt Nam)은 1964년 9월 11일 1차 파병을 시작으로, 1966년 4월까지 4차에 걸친 박정희 정부 하에서 베트남 전쟁에 대한민국 국군 부대를 파병한 일을 말한다. 줄임말로 베트남전 참전, 베트남 참전 혹은 월남전 참전, 월남 참전으로도 불린다. 한국의 파병 제안과 베트남정부 및 미국의 요청에 따라 행해진 대한민국 최초의 국군 해외 파병이다. 대략 5만명의 대한민국군이 베트남에 상주하였고 여러차례 왔다갔다하며 장기, 단기 체류한 대한민국군의 총합은 대략 30만명이다.
대한민국은 미국의 요청과 맞물려 대한민국 역사상 최초로 1964년 7월 31일에 국군의 베트남 해외 파병을 위한 제1차 파병동의안이 국회에서 가결되었다. 여기에는 한국이 공산침략을 경험한 국가로서 아시아지역의 안보와 자유수호를 위한다는 명분도 있었다. 한편 야당인사인 윤보선, 장준하, 김준연 등은 한국군 파병에 반대하거나 부정적인 입장을 피력하였으나 반영되지 않았다.

## 개괄

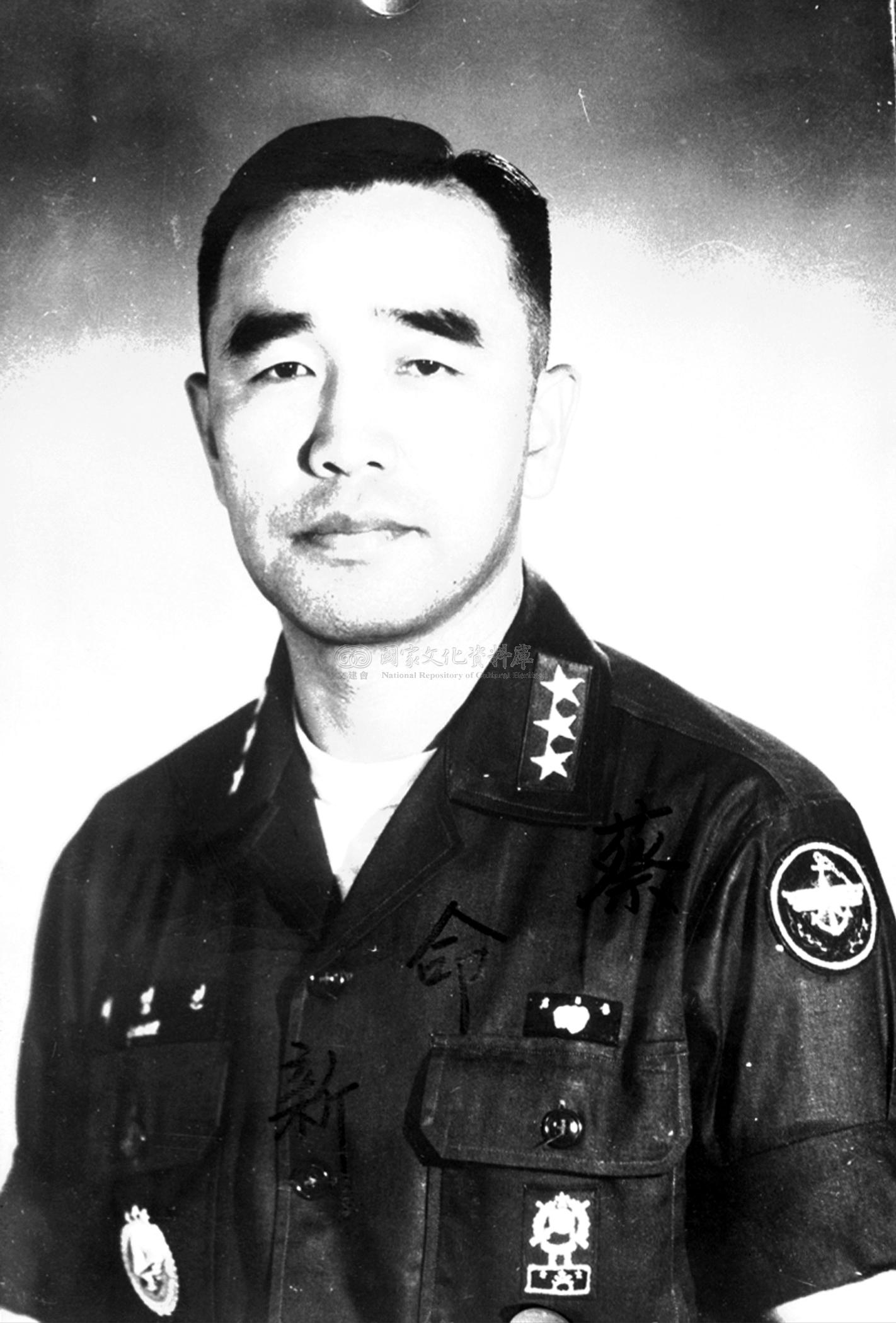
주월 한국군 초대사령관 겸 통합사령관 채명신 육군 중장

전세가 치열해지기 시작한 1965년부터 휴접협정이 조인된 1973년까지 파병하였다. 1964년 9월 11일 1개 의무중대(醫務中隊) 및 태권도 교관단을 파견하는 등 후방지원부대 파병을 시작으로 육군 맹호부대와 해병 청룡부대가 파병되었고, 1966년에는 "브라운 각서"의 조인으로 백마부대가 추가 파병하고, 이들을 지원하기 위한 군수지원단(軍需支援團) 및 백구부대 등 1개군단 병력을 파견하여, 베트남전 참전 8년간 총 31만 2천853명(최대 5만 명)의 병력이 파견되었다. 이로써 미국 다음으로 베트남 전쟁에 깊이 개입하였다. 파월 후 한국정부는 베트남문제에 대해서 큰 발언권을 행사했다. 또한 미국으로부터 전쟁 참전 수당과 차관을 받아내게 되었다.
1966년 10월 필리핀 마닐라에서 열린 참전국 정상회담에서는 주도적 지원국가라는 점에서 박대통령이 기조연설 행하고, 베트남평화방안으로서 협상전에 공산주의자들이 침략중지 등 구체적 성의를 보일 것, 베트남의 의사를 존중할 것 등을 제시하였다.

경부고속도로 노선 지도
(베트남 파병의 대가로 지불받은 지원금과 차관이 투입되었다.)

베트남 전쟁에의 참전은 대한민국으로서는 최초의 해외 파병으로서, 이를 통해 베트남 전쟁의 특수한 사정에 따라, 외화획득이라는 경제적 이득이 부수되어 이루어진 사건이다.  또한 한반도 안보 문제와 관련, 한국군 현대화를 골자로 한 브라운각서(1966년 3월)를 낳았고, 전투에 참전하는 경험을 한다. 반면, 파병된 대한민국군 32만명 중 5,099명의 사망자(KIA)와 11,232명의 부상자(WIA)를 기록하고, 31만명이 생존 귀국하였다. 또한 159,132명이 고엽제 피해자로 간주되며 화공약품 후유증으로 귀국후 병사자가 다수 발생하였다. 전두환은 이 전쟁에 연대장의 신분으로 참전하였다.
베트남 전쟁 참전의 대가로 대한민국 정부는 미국으로부터 경제원조자금을 지원받았고, 이는 경부고속도로 건설 비용으로 일부 충당되었다. 베트남 전쟁 파병은 한국 경제의 활로를 트고 군을 현대화하는 데 기여하였다.
1970년대에 들어서면서부터는 미국의 베트남 전쟁의 베트남화 계획에 발맞추어 한국도 점차 주월군 철수를 시작, 1973년까지는 완전히 철수했고, 그 후 베트남은 공산화되었다. 2005년 8월 26일 대한민국 정부가 베트남전 관련 문서를 공개하면서 좀 더 정확한 역사적 검증이 가능하게 되었다. 이 문서에는 브라운 각서의 이행 상황과 1970년 2월 24일부터 26일까지 열린 미상원 사이밍턴 청문회에서 주한 미국 대사인 포터의 증언 내용과 한국의 대응과정이 자세히 담겨 있었다.

## 배경
1964년 8월 2일 북베트남의 통킹만에서 미국 해군 구축함 매독스 호가 북베트남에 의해 공격을 받는 통킹만 사건이 일어났다. 미국은 이를 빌미로 베트남에 대한 군사 개입을 강화하여 베트남 전쟁이 일어나게 된다. 케네디 대통령은 당시 전 세계가 공산화 도미노의 위협을 받고 있다고 판단, 베트남 파병을 3200명으로 확대했다. 1961년, 5.16 군사쿠데타로 집권한 뒤 미국을 방문한 박정희를 케네디는 별로 좋아하지 않았다. 그러나 1964년 미국은 한국에게 베트남 파병 지원 요청을 하였고, 미국은 베트남에 한국군을 파병하겠다는 박 대통령의 제안을 받아들여 베트남전 파병이 이루어졌다. 대한민국군의 참전은 조약상의 의무에서가 아니라 미국측이 파병의 대가로 한국군의 전력증강과 경제발전에 소요되는 차관공여를 약속함으로써 이루어졌고, 미국이 한국군을 참전시킨 이유는 1차적으로 미국내에서 광범위하게 일고 있던 반전여론을 무마시키고 미국군 봉급의 1/3 수준인 한국군을 전선에 투입함으로써 전비절감을 꾀하고자 한 계산에서였다. 이에 따라 당시 일부 야당의 반대를 무릅쓰고 1964년 10월 대한민국군의 베트남 파병을 단행하였으며, 1964년 8월 제1이동외과병원(130명)과 태권도 교관단(10명) 파월을 시작으로 주월 한국군사원조단(비둘기부대), 방공포병대대(호크유도탄부대)를 창설하고 백마부대 등 한국군을 파견하였다.

## 참전 일지
2005년 8월 26일 공개된 베트남 전쟁 참전 외교문서에 의하면 다음과 같다.

### 1964년
- 5월 9일 - 존슨 미국 대통령 자유우방 25개국에 남베트남 지원 요청
- 7월 15일 - 응웬칸 남베트남 총리, 한국군 파병 요청
- 7월 31일 - 국회 제1차 파병동의안 가결
- 9월 12일 - 제1차 파병단 사이공 도착(제1이동외과병원 및 태권도교관단)

### 1965년
- 1월 26일 - 국회 제2차 파병동의안 가결
- 3월 16일 - 건설지원단(비둘기 부대) 사이공 도착
- 8월 13일 - 국회 제3차 파병(전투부대) 동의안 가결
- 10월 9일 - 제2해병여단(청룡부대) 깜라인 상륙, 수도사단(맹호부대) 선발대 꾸이년 상륙[9]
- 10월 20일 - 주월한국군사령부 사이공 개소
- 10월 22일 - 수도사단(맹호부대) 본대 꾸이년 상륙[10]

### 1966년
- 3월 20일 - 국회 제4차 파병동의안 가결(전투부대 증파)
- 4월 19일 - 수도사단(맹호부대) 제26연대 본대 꾸이년 상륙
- 10월 3일 - 제9사단(백마부대) 닌호아 및 깜라인 상륙
- 10월 21일 - 박정희 대통령 남베트남 방문

### 1970년대
- 1971년 12월 4일 - 주월 한국군 제1단계 철수 시작(제2해병 여단)
- 1972년 4월 13일 - 주월 한국군 제1차 철군 완료
- 1973년 1월 28일 - 베트남 전쟁 평화협정 발효
- 1973년 3월 13일 - 주월 한국군 제2차 철군 완료(본대)
- 1973년 3월 23일 - 주월 한국군 후발대 철수 완료
- 1975년 4월 30일 - 북베트남에 의한 사이공 점령

## 파병
1964년 5월 9일 미국은 한국 등 25개 우방국에 베트남 지원을 요청했다. 그리하여 1964년 9월 11일 이동외과병원과 태권도 교관단을 시작으로 1965년부터는 수도사단(맹호부대), 제2해병여단(청룡부대) 그리고 1966년에는 제9보병사단(백마부대)의 파견으로 연인원 30만 명, 최대 5만 명이 파병되었다.

### 1차
1964년 5월 9일 미국이 보낸 서한에는 "1개 이동 외과병원"을 파병해 주도록 요청을 했다. 그리하여 국방부는 130명 규모의 이동외과병원과 10명을 편성된 태권도교관단 등 140명을 파병하기로 결정했다. 1964년 6월 10일 주한미군 사령관에게 "이동외과병원과 태권도 교관단을 파병하겠다고 통보를 하고, 1964년 7월 31일에는 파병동의안을 국회본회의에서 만장일치로 가결하였다. 1964년 9월 11일 부산항을 출발하여 9월 22일 사이공에 도착하였다. 23일 환영행사에 참가한 대한민국군은 9월 25일 붕따우에 도착하여, 9월 28일부터 업무를 시작하였다.

### 2차
1964년 8월 2일과 4일 통킹만 사건이 발발한 후 본격적인 미국의 군사 개입과 베트남 전쟁이 확대되었다. 그리하여 미군은 후방지원 병력이 추가로 필요하게 되자, 1964년 12월 18일 윈스럽 브라운 주한미군 대사가 박정희 대통령을 만나 남베트남에서 후방지원을 담당할 비전투부대의 파병을 요청하는 존슨 대통령의 친서를 전달했다. 1965년 1월 2일 남베트남 정부로부터 한국군 2차 파병 요청을 서한으로 접수하고, 파병동의안을 국회에 상정하여 동의를 받았다.
국회에서 파병안이 가결되자, 국방부는 강원도 현리에 있는 제6사단사령부에서 〈한국군사원조단〉 본부를 창설하고 《비둘기부대》로 명명했다. 이 부대는 건설지원단으로 자체 방어를 위한 경비대대와 수송자동차, 공병 등으로 편성되었다. 1965년 3월 10일 인천항을 출발하여, 3월 16일 사이공에 도착하였고, 사이공 동북쪽 22km에 있는 지안에 주둔하여 건설 지원임무를 수행하였다.

### 3차
2차 파병이후 베트남의 상황은 점점 악화되고 있었다. 호찌민 루트를 통한 북베트남 정규군의 남하가 계속되자 남베트남의 곳곳에서 지상군 전투가 격화되고 있었다. 1965년 3월 11일 김현철 주미대사는 조지 볼 미국무부 차관과의 면담을 통해 "한국 정부는 베트남에서 추가적인 병력을 기꺼이 파견하겠다."고 말했으며, 이동원 외부무 장관은 브라운 주한미국 대사와의 다음과 같이 협상을 한다.
1. 파병 상한선은 5만명이내
2. 한국군의 현대화 지원
3. 북한의 침공시 미국이 즉각 출병하도록 한미방위조약을 개정한다.
4. 남베트남에서 사용할 군수품 공급 등 한국의 남베트남 시장진출을 보장한다.

위와 같은 한국 정부의 요구사항은 1965년 5월 17일에서 18일까지 워싱턴에서 개최된 한미정상회담에서 대부분 타결되었다. 이에 따라 한국 정부는 6월 14일 남베트남 정부로부터 전투병력 정식 파병요청서를 접수하고, 8월 13일에 국회의결을 얻었다. 국방부는 수도사단과 해병대 제2해병여단을 파병부대로 선정하고, 《맹호부대》와 《청룡부대》로 각각 명명하였다. 9월 25일 〈주월한국군사령부〉를 창설하고 수도사단장 채명신 소장을 사령관으로 임명하였다. 10월 9일 청룡부대는 남베트남 깜란에 상륙하여 9월 20일부터 주월한국사령부가 사이공에서 문을 열었고, 11월 1일 맹호부대가 뀌년에 상륙을 하였다.

### 4차
1965년 말까지 184,300여명을 파병한 미국 내에서는 반전여론으로 인해 추가 파병이 한계에 봉착했다. 그리하여 존슨 정부는 반전 여론을 무마시키기 위해 한국 정부에 파병을 요청하였다. 1965년 12월 유엔총회 참석차 미국을 방문한 이동원 외무부장관에게 러스크 국무부 장관이 전투부대 추가파병을 공식 요청하였다.
한국은 3차 파병시 합의했던 한국군 장비현대화 등의 약속이행을 촉구하며, 〈선약속 이행, 후파병〉을 요구하였다. 그러나 미국은 〈선파병, 후약속이행〉을 주장하여 협상이 결렬되었다. 상황이 점점 악화되자 다급해진 미국은 1966년 1월 1일과 2월 22일 험프리 부통령을 특사로 파견하여 약속 이행을 선언하며, 추가 파병을 요청했다. 이동원 외무부 장관은 브라운 미국대사와의 협상을 통해 한국에 약속한 내용을 서면화한 《브라운각서》를 받아내었다.
1966년 2월 22일 남베트남 정부가 추가 파병을 요청하자, 3월 22일 국회 의결을 거쳐 그리하여 제9사단(백마부대)와 수도사단(맹호부대) 제26연대의 파병을 결정한다. 4월 19일 수도사단(맹호부대) 제26연대가 꾸이년에 상륙을 하고, 이어서 10월 8일 제9사단(백마부대)가 닌호아 일대로 진군한다.

### 연도별 참전병력 현황
1964년부터 1972년까지 9년에 걸친 연도별 참전현황은 다음과 같다.
| 년도   | 총계   | 육군   | 해군 | 공군 | 해병대 | 기타 |
| ------ | ------ | ------ | ---- | ---- | ------ | ---- |
| 1964년 | 140    | 140    | 0    | 0    | 0      | -    |
| 1965년 | 20,541 | 15,973 | 261  | 21   | 4,286  | -    |
| 1966년 | 45,605 | 40,534 | 722  | 54   | 4,295  | -    |
| 1967년 | 48,839 | 41,877 | 735  | 83   | 6,144  | -    |
| 1968년 | 49,869 | 42,745 | 785  | 93   | 6,215  | 31   |
| 1969년 | 49,755 | 42,772 | 767  | 85   | 6,096  | 35   |
| 1970년 | 48,512 | 41,503 | 772  | 107  | 6,096  | 34   |
| 1971년 | 45,663 | 42,354 | 622  | 98   | 2,558  | 31   |
| 1972년 | 37,438 | 36,871 | 411  | 95   | 28     | 33   |

1964년 9월부터 1973년 3월까지 피해 현황은 다음과 같다.
| 군별       | 참전 병력 | 사망자(KIA) | 부상자(WIA) | 실종자 |
| ---------- | --------- | ----------- | ----------- | ------ |
| 계         | 325,517   | 5,099       | 11,232      | 4      |
| 육군       | 288,656   | 3,859       | 8,211       | 4      |
| 해군(해병) | 36,246    | 1,124       | 3,021       | -      |
| 공군       | 615       | -           | -           | -      |

육군은 23.9명당 1명꼴로 전사상자가 발생하였으며 해병대 측은 8명당 1명 측의 전사상자가 발생하였다.
이들 뿐만 아니라 고엽제에 의한 피해자수도 2007년을 기준으로 159,132명 이나 된다.

### 파급 효과
베트남 전쟁의 대가로 대한민국 정부는 미국정부로부터 한국군의 현대화 장비를 지원받았고, 해외전투수당과 원조수당 등의 자금을 지원받았다. 파월 한국군의 일체의 경비를 미국이 부담한 상태에서 해외전투수당 및 추가지원금은 대한민국의 경제력 육성에 활용되었다.
이후 베트남 파병의 대가로 지원받은 해외전투수당 및 지원금으로 박정희 정권은 경공업 육성에 투자, 수출 장려정책을 폈고, 파병수당의 일부로는 국토개발사업에 충당하였다. 당시 국토개발사업에 투입된 것 중 대표적인 것이 경부고속도로의 건설 지원금이었다. 그 밖에 미국으로부터 경제개발 차관을 제공받기도 했다.

## 참전한 파병부대 목록
- 주월한국군사령부
  - 수도사단(맹호부대)
  - 제9사단(백마부대)
    - 제1공수특전단 - 12개 팀이 각각 수도사단과 9사단에 배속되어 작전 정보 획득과 유격전 임무 등 수행[17]

  - 제2해병여단(청룡부대)
  - 해군 수송전대(백구부대)
    - UDT - 해군 수송전대에 배속되어 함정 경비 임무 등 수행

  - 제55항공수송단 (은마부대)
  - 주월한국군사원조단(비둘기부대)
    - 제1이동외과병원
    - 태권도 교관단

## 참전 일지
2005년 8월 26일 공개된 베트남 참전 외교문서에 의하면 다음과 같다.

### 1964년
- 5월 9일 - 존슨 미국 대통령 자유우방 25개국에 남베트남 지원 요청
- 7월 15일 - 응웬칸 남베트남 총리, 한국군 파병 요청
- 7월 31일 - 국회 제1차 파병동의안 가결
- 9월 12일 - 제1차 파병단 사이공 도착(제1이동외과병원 및 태권도교관단)

### 1965년
- 1월 26일 - 국회 제2차 파병동의안 가결
- 3월 16일 - 건설지원단(비둘기 부대) 사이공 도착
- 8월 13일 - 국회 제3차 파병(전투부대) 동의안 가결
- 10월 14일 - 제2해병여단(청룡부대) 깜리인 상륙
- 10월 20일 - 주월 한국군 사령부 사이공 개소
- 11월 2일 - 수도사단(맹호부대) 본대 꾸이년 상륙

### 1966년
- 3월 20일 - 국회 제4차 파병동의안 가결(전투부대 증파)
- 4월 19일 - 수도사단(맹호부대) 제26연대 본대 꾸이년 상륙
- 10월 3일 - 제9사단(백마부대) 닌호아 및 깜라인 상륙
- 10월 21일 - 박정희 대통령 남베트남 방문

### 1970년대
- 1971년 12월 4일 - 주월 한국군 제1단계 철수 시작(제2해병 여단)

## 피해
1964년에 의무중대 파견을 시작으로, 1965년부터는 맹호, 청룡부대를 파병하였고 1966년에는 백마부대의 파견으로 연인원 5만 명, 최대 30만 명을 파병하였다. 이 중 5,099명의 사망자(KIA)가 발생했으며, 11,232명의 사상자(WIA)와 4명의 실종자(MIA) 그리고 참전 군인 중 이후 159,132명이 고엽제 등으로 인한 후유증을 앓고 있는 참전용사가 발생하였다. 베트남에 군대를 파병하여 경제 발전에 필요한 외화수입이라는 많은 경제적 이익과 한국전쟁 이후의 실제 전투 경험을 얻은 반면 그 대가로 파병자 중 5,000명의 사망자가 발생했으며 참전 군인 중 이후 2만여 명이 고엽제 등으로 인한 후유증을 앓고 있는 참전용사가 많다.

## 국교 회복
1975년 베트남에서 대사관을 철수한 이래, 1992년 4월 노태우 대통령의 임기 때 양국 연락대표부 설치를 합의하였고, 12월에는 외교관계를 수립하여 상주대사관이 설치되었다. 1998년 김대중 대통령이 베트남을 방문하여 양국의 불행에 대해 사과를 하였고, 2001년에는 양국의 포괄적 동반자 관계를 선언하였다. 2004년에는 노무현 대통령이 베트남을 방문을 하고, 호찌민 묘소에 헌화를 하고 묵념을 했다.
2009년 10월 20일 이명박 대통령의 베트남 방문을 앞두고, 국가유공자법 개정 과정에서 베트남 참전 유공자들을 한국 전쟁 유공자와 동일하게 대우하기로 결정했다. 그러나 "세계평화 유지에 공헌한 베트남 전쟁쟁 유공자"라는 문구에서 베트남 전쟁을 〈민족해방운동〉으로 자부하고 있던 베트남 정부가 강력하게 항의를 하였다. 결국 유명환 외교통상부 장관이 10월 12일 하노이를 방문하여, 외무부 장관을 만나 "베트남 전쟁쟁"이라는 문구를 삭제하고 일단락 지었다. 11월 2일 라디오 연설에서 "베트남과는 러시아, 중국과 같은 최고 수준의 외교 관계를 맺었으며, 베트남 주석과는 형-동생하는 관계를 맺었다"고 소개를 했다. 이에 대해 야당은 외교적 과오와 실책을 공개하지도 않고 자화자찬했다고 비난하였다.

## 평가

### 성과
집요한 참전 의사를 밝히던 박정희 정부는 1964년 5월 9일 미국의 정식 파병 요청에 따라 1964년 9월 11일부터 베트남 전쟁에 참전하여 파병하였다. 베트남 참전의 대가로 한미외교의 강화와 일제강점기와 6·25 전쟁 이후 기근과 고아의 나라로 인식되던 대한민국이 타국의 전쟁에 대규모 파병을 할 수 있을 만큼 성장했다는 등 국제사회의 지원으로 연명하는 나라로 인식된 대한민국에 대한 국제사회의 인식을 변화시키는 데 기여하였다.
베트남 참전의 경제적인 기여로는 미국으로부터 파병 대가로 받은 경제적 비용 획득이 있다. 2005년 8월 26일 브라운 각서와 함께 공개된 외교통상부의 베트남전쟁 관련 자료에서 미국에서 지급한 연도별 해외근무 수당지급 총액과 국내 송금액을 살펴보면 다음과 같다. (단위 $100)
| 년도   | 수당지급액 | 본국송금액(%)    | 현지소비액(%)  |
| ------ | ---------- | ---------------- | -------------- |
| 총계'  | 2,355,684  | 1,951,108(82.8%) | 408,390(17.3%) |
| 1965년 | 30,591     | 17,973(58.8%)    | 12,618(41.2%)  |
| 1966년 | 197,576    | 148,822(75.3%)   | 48,754(24.7%)  |
| 1967년 | 339,068    | 276,892(81.7%)   | 62,176(18.3%)  |
| 1968년 | 365,995    | 294,098(80.4%)   | 71,897(19.6%)  |
| 1969년 | 369,827    | 316,258(85.5%)   | 53,569(14.5%)  |
| 1970년 | 361,286    | 293,729(81.3%)   | 67,557(18.7%)  |
| 1971년 | 356,680    | 302,946(84.9%)   | 53,734(15.1%)  |
| 1972년 | 295,192    | 257,107(87.0%)   | 38,085(13.0%)  |
| 1973년 | 39,469     | 43,283(109.6%)   | -              |

1965년부터 1973년까지 한국군의 베트남전 참전 기간에 파병 국군장병이 해외근무 수당으로 벌어들인 수입은 총 2억 3556만 달러였다. 이 중 82.8%에 달하는 1억 9511만 달러가 국내로 송금되었고, 이 돈으로 경부고속도로 건설 등에 기여되었다. 전쟁에 조달할 군수물자 납품과 용역사업 투입 등으로 한국 기업들은 베트남전 특수(特需)를 톡톡히 누렸다. 국군의 파병 대가로 들어온 외화 송금에 힘입어 당시 내수산업과 수출이 성장하여 호황을 누리게 되었다. 전투병 파병 직전인 1964년 한국의 1인당 국민총생산(GNP)은 103달러에서 한국군 철수가 끝난 1974년에는 5배가 넘는 541달러로 국민 소득을 향상되었다.
또한 베트남 참전으로 M1 개런드등 재래식 병기와 군용장비에서 M16 소총 등으로 병기와 군용장비의 근대화와 개량 등이 이루어지기도 하였다.

### 부정적 시각

#### 정계

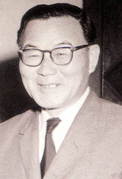
야당 지도자 윤보선

야당인사인 윤보선, 장준하, 김대중, 김준연 등은 한국군 파병에 반대하거나 부정적인 입장을 피력하였다. 그들은 박정희가 젊은 장정들의 피를 팔아서 정권연장에 활용하려 든다며 비난한 것이다.
베트남 파병 당시 야당인 신한당과 신민당의 지도자였던 윤보선은 한국군의 베트남 파병 정책은 박정희 대통령이 그 자신의 집권을 연장하기 위해 애꿎은 젊은이들의 피를 팔아먹으려는 수단이므로 단호히 반대해야 된다고 주장했다.
야당 의원 김대중은 한국군의 베트남 전쟁 파병을 부정적으로 생각하였다. 그러나 미국이 한국군의 파병이 안 되면 주한미군을 빼내어 베트남으로 보내겠다는 반협박적인 상황에서 신중하게 대처해야 한다는 주장이었다. 김대중은 당내 의견 수렴과 국회대정부 정책질의를 통해 예비역ㆍ퇴역군인 가운데 지원자를 모집해서 의용군을 파견하자고 제안했다.
전두환은 이 전쟁에 연대장으로 참전하여 세운 무훈으로 군대에서의 자신의 입지를 절대화시켰으며 이를 바탕으로 군사정변을 일으켜 박정희의 뒤를 이어 대한민국의 대통령이 되었다.

#### 학계

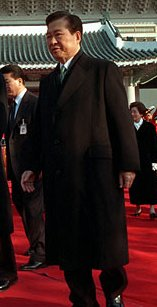
김대중은 베트남을 방문, 베트남 전쟁 참전에 대한 사과를 하였다.

학계에서는 베트남 참전을 베트남의 민족 해방 운동을 방해하였다며 비판적으로 평가하기도 한다. 동국대학교 사회학과 교수이자 공산주의자인 강정구 등에 의해 베트남에서 발생한 양민 학살사건의 책임자라는 비판이 있기도 하였고, 2000년 한국 대통령 김대중은 베트남을 방문, 베트남 국민들에게 사과를 하기도 하였다. 이에 대하여 베트남 참전 전우회 등 참전유공단체 및 참전 유공자 등의 반발이 거세게 일어났다. 그리고, 2001년 8월 23일 김대중 대통령은 방한한 쩐득르엉 베트남 국가원수에게 "불행한 전쟁에 참여해 본의 아니게 베트남 국민에게 고통을 준 데 대해 미안하게 생각하고 위로의 말씀을 드린다"라고 공식 사과했다. 그러나 일부 시민 단체에서는 그 이상의 사죄와 보상을 요구하는 소리도 있다. 이에 대하여 베트남 참전 전우회 등 참전유공단체 및 참전 유공자 등의 반발이 거세게 일어났다.
한편 전쟁 당시 베트남에 진출한 대한민국 기업인들과 군인들이 현지에서 베트남 여성들과의 사이에 낳은 2세들인 라이따이한(Lai大韓, Lai Daihan)과 대한민국군 일부가 베트남전에서 저지른 민간인 학살과 부녀강간에 대한 정부 차원의 공식적인 조사와 배상이 이뤄지지 않고 있어 양국 관계에 잠재적 문제가 될 소지를 안고 있다.
1999년 이래 한국의 언론 한겨레 신문에서 발간하는 주간지 《한겨레21》에서 대한민국군의 베트남 양민 학살에 대해 현지 취재를 하고, 관련자의 증언을 기사화하였으나, 참전자 단체들이 이에 반발하여, 2002년에는 사무실에 난입하기도 하였다. 일부는 MBC 방송국에 난입하기도 했다.

## 문학 작품
전쟁의 일반적인 참혹함 뿐만 아니라 베트남과 한반도의 역사적 유사성 때문에 참전했던 작가들에 의해 이 전쟁은 각종 문학, 영화, 만화의 소재가 되었다.

### 소설
- 《무기의 그늘》, 황석영
- 《하얀 전쟁》, 안정효
- 《머나먼 쏭바강》, 박영한
- 《인간의 새벽》, 박영한
- 《황색인》, 이상문

### 영화 드라마
- 《베트남에서 돌아온 김상사》, 1971년 이성구 감독
- 《푸른 옷소매》, 1991, 김유민 감독
- 《하얀 전쟁》, 1992, 정지영 감독, 안정효 원작
- 《머나먼 쏭바강》, 1994, SBS TV 특집드라마
- 《알포인트》, 2004년, 공수창 감독
- 《님은 먼곳에》, 2008년, 이준익 감독
- 《국제시장 (영화)》, 2014년, 윤제균 감독

### 노래 / 뮤비
- 《베트남에서 돌아온 김상사》, 1969년 김추자
- 《아시나요》, 2000년, 조성모
- 《님은 먼곳에》, 2008년, 신애

### 만화
- 《저강은 알고 있다》, 이현세
- 《황색탄환》, 김형배

### 뮤지컬
- 《천국의 눈물(Tears Of Heaven)》, 2010년, 정상윤, 전동석, 김준수, 윤공주, 브래드 리틀, 이해리 등

## 같이 보기
| - 베트남 전쟁 - 브라운 각서 - 고엽제 - 반공주의 - 박정희 - 채명신 - 주한미군 - 제3공화국 - 제4공화국 - 대한민국 국군 - 짜빈동 전투 - 라이따이한 |

## 참고

### 인용
1. 1 2  “보관된 사본” (PDF). 2013년 10월 29일에 원본 문서 (PDF)에서 보존된 문서. 2014년 1월 31일에 확인함.
2. ↑  대한민국고엽제전우회 (2007년 11월 30일). “고엽제 후유증 환자 등 처리현황”. 2011년 9월 11일에 원본 문서에서 보존된 문서. 2013년 10월 27일에 확인함.
3. ↑  《글로벌 세계 대백과사전》〈베트남파병〉
4. ↑  정준영 기자 (2005년 8월 26일). “<베트남전> 브라운각서와 사이밍턴 청문회(재송)”. 연합뉴스.
5. ↑  “한반도 고비마다 ‘민주당 대통령’ 있었다”. 중앙일보사. 2008년 11월 10일. 2012년 7월 7일에 원본 문서에서 보존된 문서. 2009년 5월 2일에 확인함.
6. ↑  “박정희 대통령 기념사업회”. 2007년 9월 30일에 원본 문서에서 보존된 문서. 2009년 4월 28일에 확인함.
7. ↑  “베트남 참전 외교문서 공개- 박정희，안보·경제에 십분활용”. 국민일보. 2005년 12월 2일.
8. ↑  기사의 수도사단(맹호부대)과 제2해병여단(청룡부대)의 1965년 베트남 상륙 날짜에 오류가 있는데 여기에 기재된 날짜가 정확하다.
9. ↑  靑龍部隊(청룡부대)상륙
10. ↑  暴雨(폭우)속에퀴논上陸(상륙)
11. ↑  군사편찬연구소 (2005년 10월 28일). “제1차 파병(이동외과병원/태권도교관단)은 어떻게 이루어졌나” (PDF). 국방부. 2011년 12월 17일에 원본 문서 (PDF)에서 보존된 문서. 2014년 1월 29일에 확인함.
12. ↑  군사편찬연구소 (2005년 10월 28일). “제2차 파병(건설지원단)은 어떻게 이루어졌나?” (PDF). 국방부. 2011년 12월 17일에 원본 문서 (PDF)에서 보존된 문서. 2011년 4월 23일에 확인함.
13. ↑  군사편찬연구소 (2005년 10월 28일). “제3차 파병(수도사단/제2해병여단)은 어떻게 이루어졌나?” (PDF). 국방부.[깨진 링크(과거 내용 찾기)]
14. ↑  군사편찬연구소 (2005년 10월 28일). “제4차 파병(9사단)은 어떻게 이루어졌나?” (PDF). 국방부. 2013년 10월 29일에 원본 문서 (PDF)에서 보존된 문서. 2014년 1월 31일에 확인함.
15. ↑  “보관된 사본” (PDF). 2011년 7월 22일에 원본 문서 (PDF)에서 보존된 문서. 2014년 1월 29일에 확인함.
16. ↑  “고엽제후유의증환자등 처리현황(총괄)”. 2011년 9월 11일에 원본 문서에서 보존된 문서. 2013년 10월 27일에 확인함.
17. ↑  “베트남전쟁시 한국군의 해·공군 및 특수작전”. 2022년 1월 27일에 원본 문서에서 보존된 문서. 2020년 10월 3일에 확인함.
18. ↑  “베트남 참전 외교문서 공개- 박정희，안보·경제에 십분활용”. 국민일보. 2005년 12월 2일.
19. ↑  이승윤 (2009년 11월 2일). “이명박 대통령, "변방적 사고 버리고 목소리 내야"”. YTN. 2016년 3월 6일에 원본 문서에서 보존된 문서.
20. ↑  한장희 기자 (2009년 11월 2일). “야당, MB연설에 “뒷담화용 전파낭비””. 국민일보. 2014년 8월 19일에 원본 문서에서 보존된 문서.
21. ↑  군사편찬연구소 (2005년 11월 9일). “연도별 해외근무수당 지급총액 및 국내송금액”. 국방부. 2011년 10월 21일에 원본 문서에서 보존된 문서. 2010년 9월 23일에 확인함.
22. 1 2  “[책갈피 속의 오늘]1965년 전투병 베트남 파병 의결”. 2008년 7월 2일.
23. ↑  민준기, 《한국의 정치발전 무엇이 문제인가》 (을유문화사, 2007) 229페이지
24. ↑  김삼웅의 <<후광 김대중 평전>> 참조
25. ↑  ““총성 소리만 듣고도 보복”
최초공개하는 미국 민간인 보고서, 다이앤 & 마이클 존스의 ‘한국군이라 불린 동맹군1”. 한겨레신문사. 2000년 2월 3일.

### 자료
- 에세이 세계사, 현대편/백산서당
- 강준만의 한국현대사산책:1960년대편 3, 인물과사상사
- 강준만의 한국현대사산책:1970년대편 1, 인물과사상사
- 채명신, 《베트남 전쟁과 나:채명신 회고록》 (팔복원, 2006)
- 채명신, 《사선을 넘고 넘어:채명신 장군 회고록》 (매일경제신문사, 1994)
- [베트남전 종전 30주년 끝나지 않은 40년 전 악몽…반전운동·종교 귀의] 서울신문 2005년 4월 30일자 기사 22면